# My Ugly Clementine
My Ugly Clementine ist eine von Sophie Lindinger 2019 gegründete Rockband aus Wien, bestehend aus Mira Lu Kovacs, Nastasja Ronck (seit 2020) und Lindinger selbst. Kem Kolleritsch hat die Band im Juli 2022 verlassen. Das Trio setzt sich thematisch stark mit den Themen Feminismus, Empowerment und Gleichberechtigung auseinander. Durch die Besetzung mit großteils in Wiener Musikkreisen weithin bekannten Persönlichkeiten wurde die Band von lokalen Medien schon früh vielfach als „Supergroup“ bezeichnet.

## Geschichte
Lindinger erlangte vor allem als Sängerin, Texterin und Co-Produzentin des Duos Leyya Bekanntheit, mit dem sie bis 2019 bereits zwei Amadeus Awards (2017: FM4 Award, 2018: Best Alternative) gewinnen konnte und international tourte. Kovacs gewann unter ihrem bis 2019 benutzten Alter Ego Schmieds Puls ebenfalls einen Amadeus Award (2016: FM4 Award) und reüssierte als Sängerin des Avantgarde-Pop-Projektes 5K HD. Kem Kolleritsch war unter anderem am Schlagzeug in Kovacs’ Band tätig, trat als Hip-Hop-MC Kerosin95 (u. a. bei Rapper lesen Rapper) auf und komponierte 2019 (mit Paul Plut) die Musik für Sara Ostertags Theater-Uraufführung Haummas net sche? im Volx/Margareten.
Während sie alle ihre ursprünglichen Projekte fortführen, bildete sich um My Ugly Clementine schon früh ein Gründungsmythos: In ironischer Anlehnung an den Bandnamen veröffentlichte das Quartett am Valentinstag 2019 ohne weiteren Kontext ein erstes Foto von sich in den sozialen Medien und erklärte ihren Bandgründungstag zum „Clementines Day“. Zum kurze Zeit später für Mai 2019 angesetzten ersten Konzert vermeldete der Kurier:

„Innerhalb eines Tages war das erste Konzert von My Ugly Clementine im Rhiz in Wien ausverkauft. Und das, obwohl bis zu diesem Tag noch niemand einen Ton des Quartetts gehört hatte.“

Im März 2019 erschien schließlich die Debütsingle Never Be Yours und wurde unmittelbar nach Erscheinen von der Tageszeitung Die Presse zum „Song der Woche“ gekürt und erreichte die Nummer-1-Position der FM4-Charts. Rasch wurden zahlreiche Einladungen für Live-Konzerte ausgesprochen: So eröffnete die Band bei ihrem erst zweiten Auftritt überhaupt im Mai 2019 für AnnenMayKantereit in der Wiener Arena und spielte im Sommer desselben Jahres u. a. am Popfest, beim Poolbar-Festival und beim Picture on festival. Mit weiteren veröffentlichten Songs (The Good The Bad The Ugly, Playground) wurden auch internationale Festivals auf die Gruppe aufmerksam, was zu Auftritten u. a. am Reeperbahn Festival, am Eurosonic Noorderslag oder am Ment Ljubljana führte.
Anfang 2020 kündigte die Band schließlich ein komplettes Album unter dem Titel Vitamin C für März 2020 und eine darauffolgende Tournee an. Letztere fiel den Maßnahmen zur Eindämmung der COVID-19-Pandemie zum Opfer und wurde auf Herbst 2020 verschoben. Das beim Wiener Label Ink Music erschienene Album erreichte Platz 16 der österreichischen Album-Charts.
Der Streaming-Anbieter Spotify übernahm My Ugly Clementine in der Folge in sein weltweites Newcomer-Programm Radar. Die Band startete außerdem ihr eigenes Podcast-Format Peptalk. Im Juni 2020 wurden unter dem Titel Peeled Akustikversionen aus einer Live-Session vom Februar veröffentlicht, darunter eine Interpretation von Natasha Bedingfields Hit Unwritten aus dem Jahr 2004.
Am 10. Juli 2022 verkündete die Band den Austritt von Kem Kolleritsch via Social Media. Kolleritsch selbst gab als Grund für den Austritt an, innerhalb der Band Transfeindlichkeit ausgesetzt gewesen zu sein.

## Auszeichnungen
Am 10. September 2020 wurde die Band mit dem Amadeus Austrian Music Award in der Kategorie „Alternative“ ausgezeichnet. Ende 2020 wählten die Hörer des Radiosenders FM4 sie zur Band/Act des Jahres 2020. Weiters folgte eine Nominierung für die von der Europäischen Union gestifteten Music Moves Europe Talent Awards.
Im Februar 2021 wurde Vitamin C vom Dachverband der europäischen Indie-Labels Impala als European Independent Album Of The Year ausgezeichnet.
Im Rahmen der Amadeus-Verleihung 2021 und der Amadeus-Verleihung 2024 wurden sie in der Kategorie Alternative ausgezeichnet.

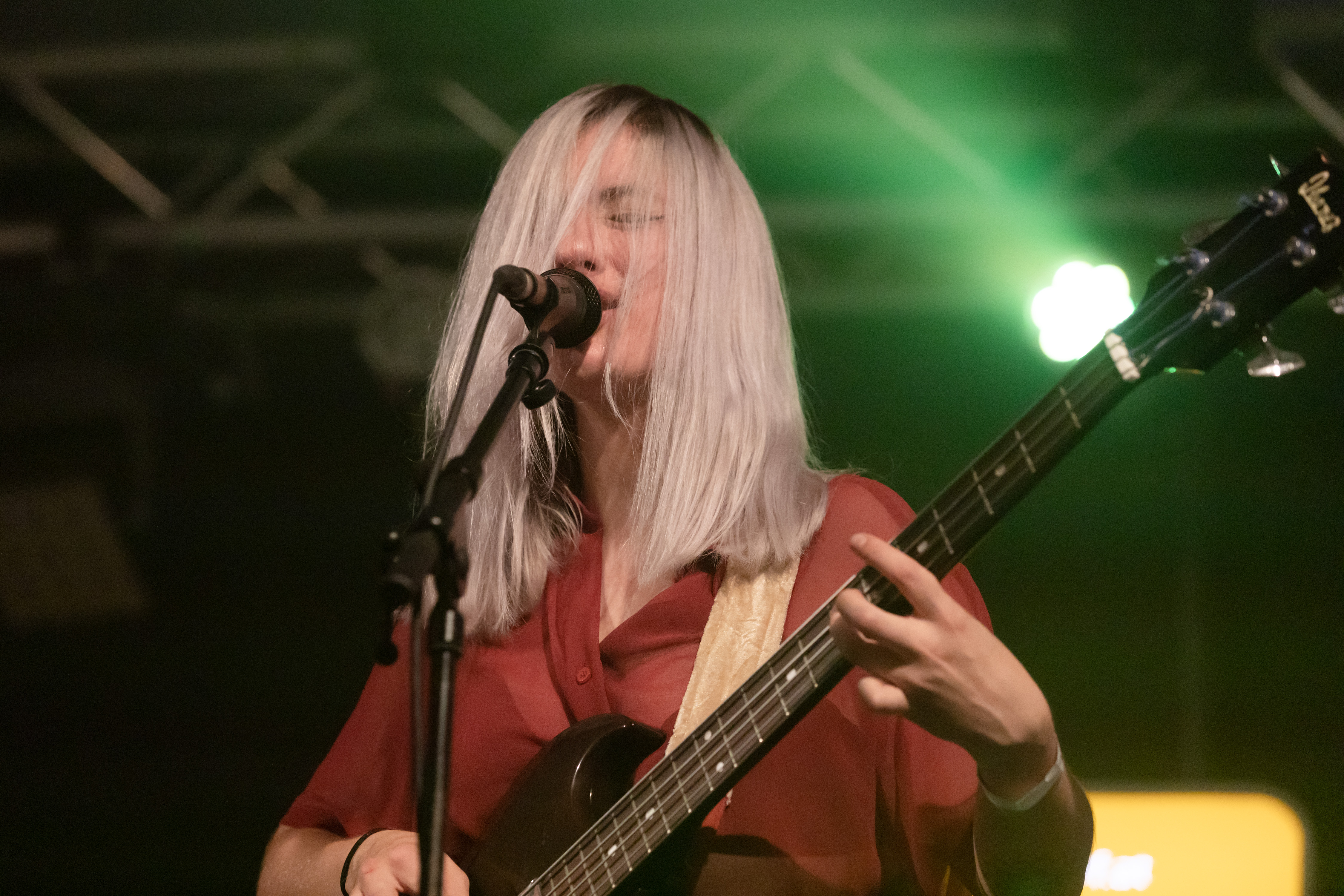
Sophie Lindinger (Popfest 2019)
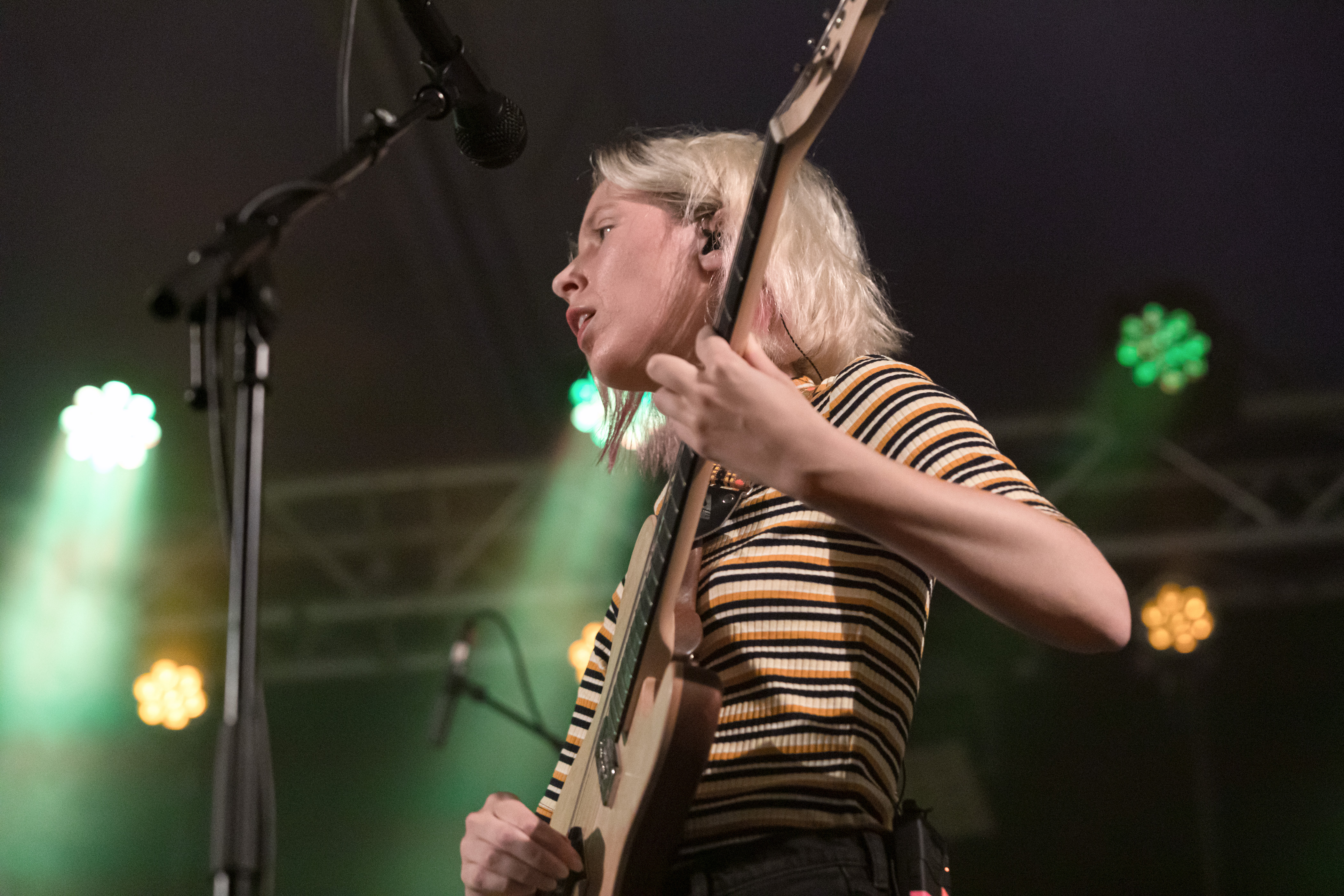
Mira Lu Kovacs (Popfest 2019)
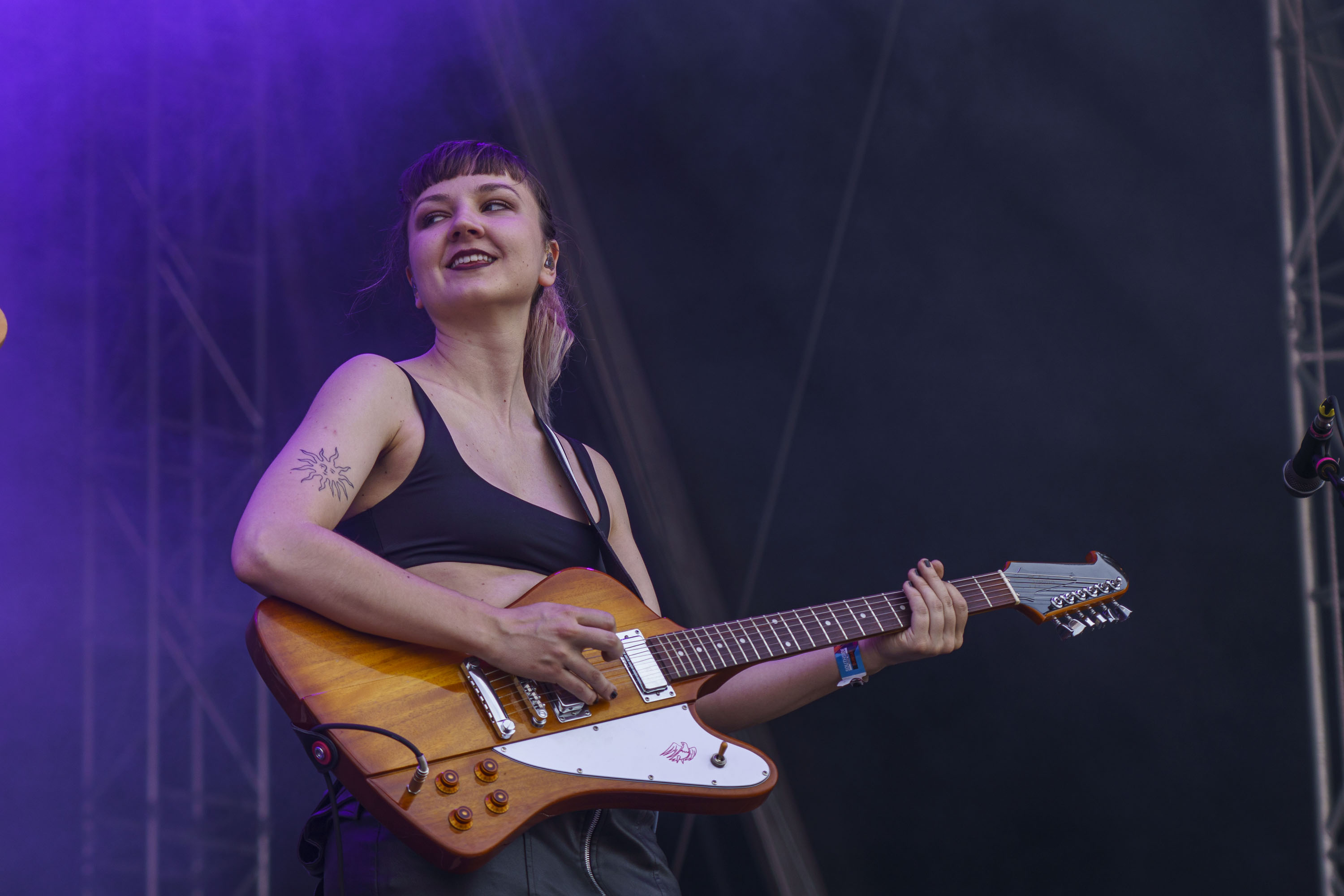
Nastasja Ronck (Southside Festival 2023)
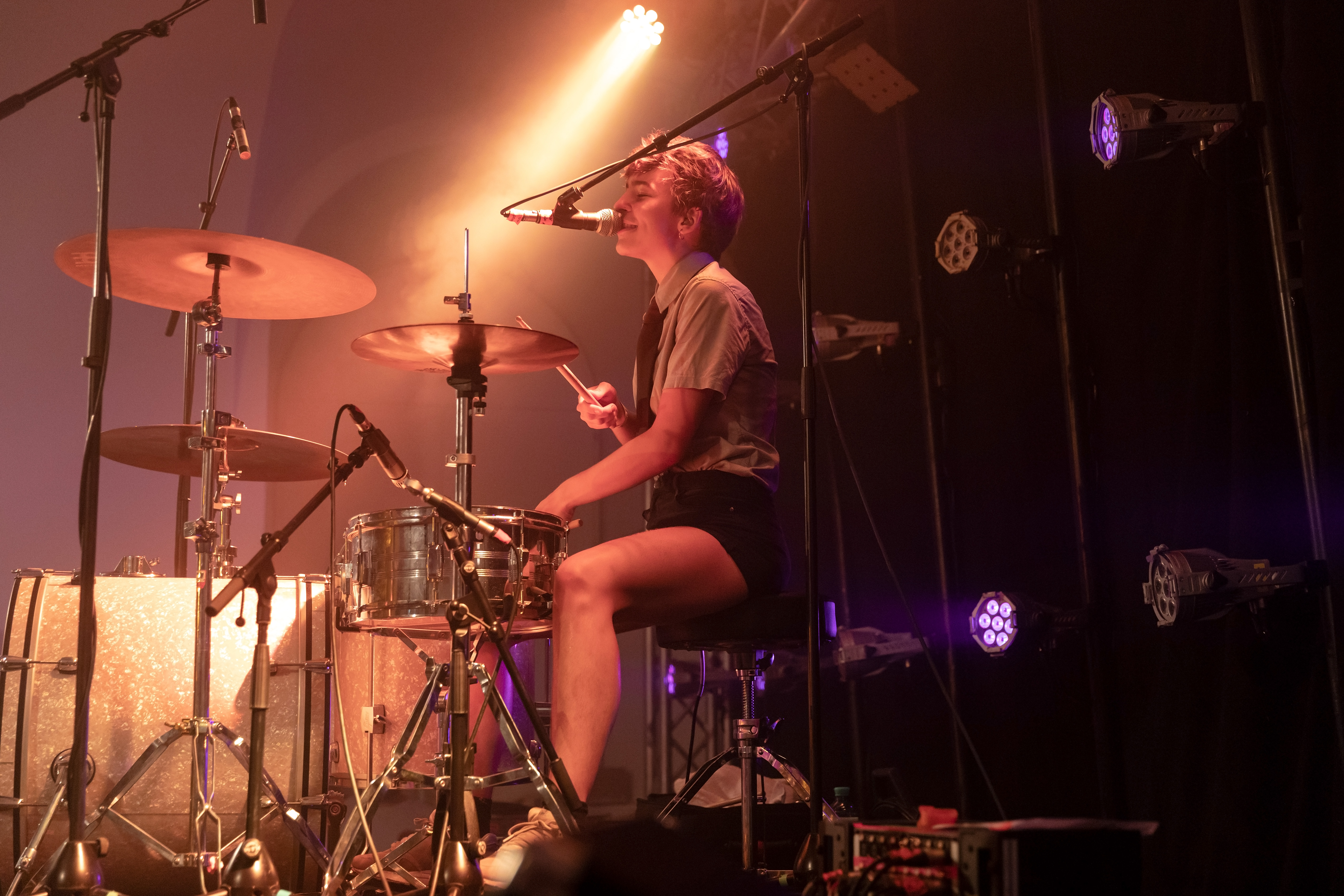
Kem Kolleritsch (Popfest 2019)
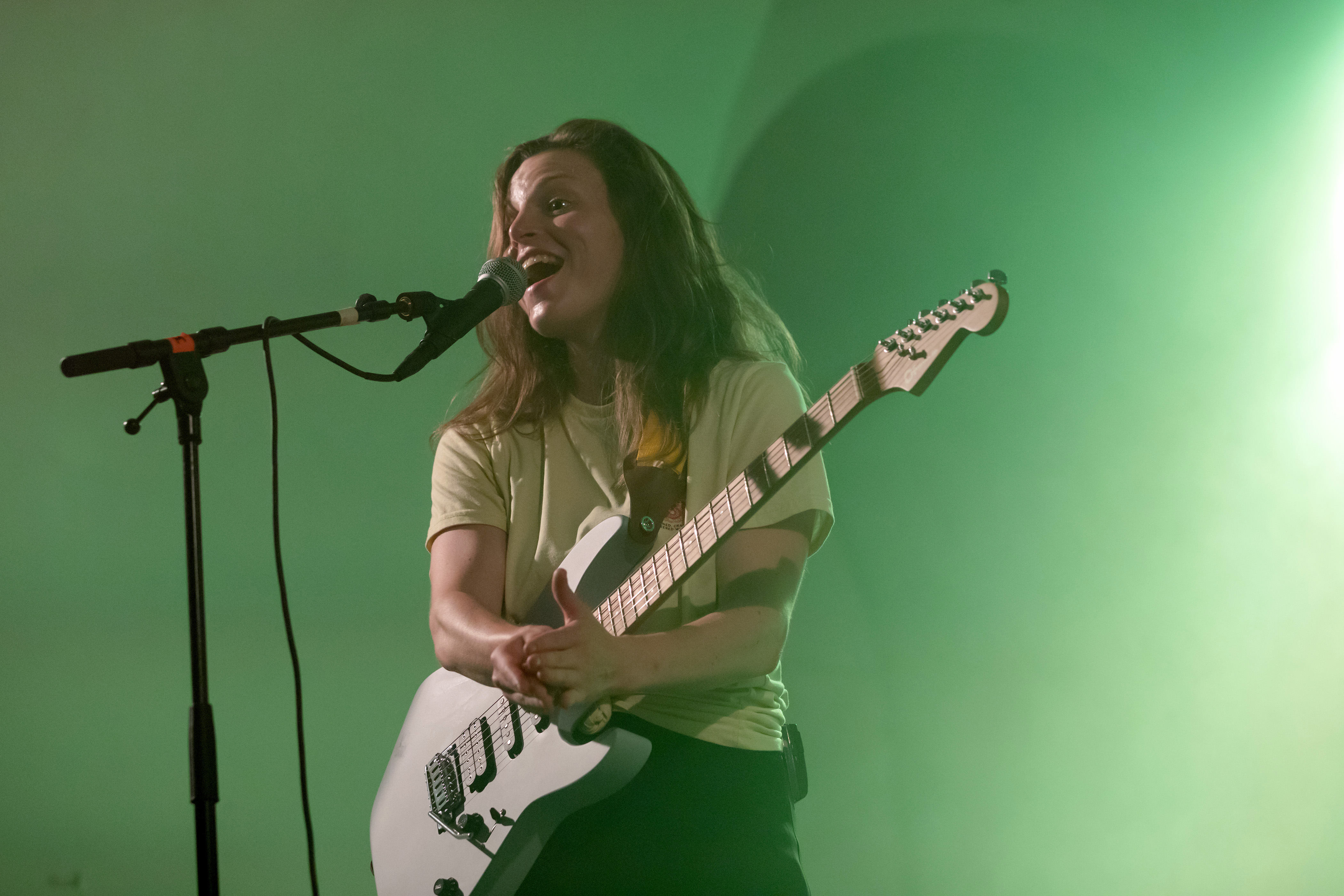
Barbara Jungreithmeier (Popfest 2019)

## Diskografie

### Studioalben
- 2020: Vitamin C (Ink Music)
- 2023: The Good Life (BMG)[22]

### EP
- 2020: Peeled (Acoustic Versions) (Ink Music)

### Singles
- 2019: Never Be Yours
- 2019: The Good The Bad The Ugly
- 2019: Never Be Yours (Dub) (Remix von Marco Kleebauer)
- 2019: Playground
- 2020: I'm Boring
- 2020: Who
- 2023: Are You In
- 2023: Feet Up